# ベティ・デイヴィス (歌手)
ベティ・デイヴィス（英語: Betty Davis、本名：ベティ・グレイ・メイブリー（英語: Betty Gray Mabry）、1944年7月26日 – 2022年2月9日）は、アメリカ合衆国のシンガーソングライター・モデル。彼女は物議を醸す性的指向の歌詞とパフォーマンススタイルで知られており、トランペット奏者のマイルス・デイヴィスの2番目の妻だったことでも知られる。「ティナ・ターナーのリアルな感情を妥協なく表現する態度、デヴィッド・ボウイの未来派のファッションセンス、マイルス・デイヴィスの流行を生み出す才能を組み合わせた、非常に華やかなファンクの歌姫」とも表現される。

## 生い立ち
ベティ・グレイ・メイブリーは1944年7月26日、ノースカロライナ州ダーラムで生まれる。彼女は10歳の頃に音楽に興味を持ち、リーズビルの農場に滞在している間、祖母から様々なブルースミュージシャンを紹介された。12歳のとき、彼女の最初の曲の1つ、「I’m Going to Bake That Cake of Love」を書いた。家族はペンシルベニア州ホームステッドに転居したため、父親のヘンリー・メイブリーは製鉄所で働くことができ、ベティはホームステッド高校を卒業した。ベティは、父のエルヴィス・プレスリーのようなダンスを見たのをきっかけに、芸能界入りを決めた。

## 経歴
彼女が16歳のとき、ベティはホームステッドを離れてニューヨークに向かい、叔母と一緒に暮らしながらファッション工科大学 (FIT) に入学。1960年代初頭のグリニッジ・ヴィレッジの文化とフォーク・ミュージックを吸収した。彼女は、若くてスタイリッシュな人々が集まるおしゃれなアップタウン・クラブであるセラーの常連客たちと付き合うようになった。彼らはモデル、デザインの学生、俳優、歌手と多民族的でアートに関心がある者たちであった。セラーで彼女はレコードを演奏し、人々とおしゃべりをした。当時FITで一緒に学んだファッション・デザイナーのスティーブン・バロウズの友人であり、彼の初期の「ミューズ」でもあった。彼女はモデルとしても活動し、『Seventeen』『エボニー』『グラマー』といった雑誌に写真が見開きで載った。
ニューヨークで、彼女はジミ・ヘンドリックスやスライ・ストーンなどのミュージシャンたちと出会う。彼女の音楽的キャリアの種は、ソウルシンガーのルー・コートニーとの友情を通して蒔かれた。ルー・コートニーは、彼女の最初のシングル「The Cellar」をプロデュースしたといわれているが、そのレコードの実在は疑問視されている。彼女はフランク・シナトラの編曲を書いたドン・コスタと契約を結んだ。ベティ・メイブリー名義で、彼女は1964年にドン・コスタのDCPインターナショナルレーベルのために「Get Ready For Betty」と「I’m Gonna Get My Baby Back」をレコーディングした。同じ頃、彼女は「Roy and Betty」という共同名で、ロイ・アーリントンとのSafice Recordsのシングル「I’ll Be There」をレコーディングした。
彼女のプロになってからの最初のギグは、チェンバース・ブラザーズのために「Uptown (to Harlem)」を書いたあとだった。彼らの1967年のアルバム（『ザ・タイム・ハズ・カム』）は大成功となったが、メイブリーは彼女のモデルとしてのキャリアに焦点を合わせた。彼女はモデルとして成功したが、仕事に飽き飽きしていた。「やるのに頭脳が必要なかったので、私はモデルの仕事は好きではなかった。モデルは見栄えが良いだけでやっていける」。
1968年にヒュー・マセケラと関係があったとき、コロムビア・レコードのためにいくつかの曲を録音し、マセケラがアレンジを行った 。そのうちの2つはシングルとしてリリースされた（「Live, Love, Learn」、「It’s My Life」）。マイルス・デイヴィスと彼女の関係は、マセケラと彼女が別れた直後に始まった。彼女はマイルス・デイヴィスのアルバム『キリマンジャロの娘』（彼女へのオマージュ曲「マドモアゼル・メイブリー」が含まれる）のジャケットに写り、サイケデリック・ロックとその時代の華やかな服のスタイルにマイルスを導いた。1969年の春、ベティはコロムビアの52nd St. Studios（ビリー・ジョエルの『ニューヨーク52番街』のタイトルの由来にもなったスタジオ）に戻り、マイルスとテオ・マセロがプロデュースする一連のデモトラックを録音した。これらのセッション中に少なくとも5曲が録音され、そのうち3曲はベティのオリジナル、2曲はクリームとクリーデンス・クリアウォーター・リバイバルのカバーだった。マイルスはこれらのデモ曲でベティのアルバム契約を確保しようとしたが、コロンビアもアトランティックも興味を持たず、2016年にシアトルのLight in the Attic Recordsが編集した『The Columbia Years, 1968–1969』でリリースされるまで保管庫に保管されていた。
マイルスとの結婚が終わった後、ベティはモデルとしてのキャリアを追求するために、1971年頃にロンドンに引っ越した。彼女は英国にいる間に曲を書き、約1年後、サンタナと一緒に曲を録音するつもりでアメリカに戻る。代わりに、彼女はラリー・グラハム、グレッグ・エリコ、ポインター・シスターズ、タワー・オブ・パワーのメンバーを含む西海岸のファンク・ミュージシャンのグループと一緒に自分の曲を録音した。自分自身ですべての曲を書き、アレンジした。彼女の最初のアルバム『ベティー・デイヴィス』は1973年にリリースされる。続いて1974年には『ゼイ・セイ・アイム・ディファレント』をリリース。1975年の『ナスティー・ギャル』でメジャー・デビューとなった。3枚のアルバムはいずれも商業的に成功しなかったが 、ビルボードのR&Bチャートで2つのマイナーヒットを記録。1973年に「If I’m in Luck I Might Get Picked Up」が66位、1975年に「Shut Off the Lights」が97位に入った。
デイヴィスは、彼女の恥も外聞もない性的な歌詞とパフォーマンスのおかげで、歌手としてカルト的な人物であり続けた。彼女はヨーロッパで成功を収めたが、アメリカでは性に積極的なペルソナのためにテレビ出演を禁じられた。彼女のショーのいくつかはボイコットされ、楽曲も宗教団体やNAACPからの圧力のためにラジオで放送されなかった。カルロス・サンタナはベティを「不屈の精神で、飼いならせなかった」「音楽的にも、哲学的にも、肉体的にも、彼女は極端で魅力的だった」と回想した。

## 引退
1976年、アイランド・レコードの別のアルバムを完成させた（33年間放置され、リリースされていなかった）。日本で1年間過ごし、修道僧たちと時間を過ごした。 
1980年、父が亡くなり、ペンシルベニア州ホームステッドで母と一緒に暮らすためにアメリカに戻ることになる。彼女は父の死とそれに続く自身の精神疾患を克服するのに苦労する。彼女は当時「挫折」に苦しんでいたことを認めたが、ホームステッドにとどまり、キャリアの終わりを「受け入れ」、静かな生活を送った。
1979年のデイヴィスの最後のレコーディングのトラックは、1995年の『クラッシン・フロム・パッション』と1996年の『Hangin’ Out in Hollywood』の2枚の海賊盤アルバムでリリースされた。1995年にベストアルバム『Anti Love: The Best of Betty Davis』もリリースされた。
2007年に『ベティー・デイヴィス』 と『ゼイ・セイ・アイム・ディファレント』が、 Light in the Attic Recordsから再発された。2009年に、レーベルは『ナスティー・ギャル』と1976年に録音された彼女の未発表で4番目となるスタジオ・アルバムを『イズ・イット・ラヴ・オア・デザイア』と改名し再発した。両リイシューには豊富なライナーノーツが含まれており、彼女の最後のバンドメンバー（ハービー・ハンコック、チャック・レイニー、アルフォンス・ムゾーン）によっておそらく彼女の最高の作品であると考えられている彼女の4枚目のアルバムが33年も棚上げされ、未発表のままだった理由の謎に光を当てた。
2017年、フィリップ・コックス監督の『Betty Davis: They Say I’m Different』というタイトルの独立したドキュメンタリーが発表され、彼女の人生と音楽のキャリアへ再び関心が寄せられた。コックスがデイヴィスを追ったとき、彼は彼女がインターネット、携帯電話、そして車もない家の地下室に住んでいるのを知った。「彼女は富や驕りを持った女性ではありませんでした。必要最低限のもので生活していました」とコックスは語っている。
2019年、40年以上ぶりの新曲「A Little Bit Hot Tonight」をリリースした。彼女の友人であり共同プロデューサーであった音楽民族学者のダニエル・マッジョが演奏・歌唱を担当。
2022年2月9日、ペンシルベニア州ホームステッドの自宅で癌のため死去、77歳没。

## 逸話など
1966年、モデルとして、ベティは19歳の先輩であるジャズ・ミュージシャンのマイルス・デイヴィスと出会う。彼は最初の妻でダンサーのフランシス・デイヴィスと離婚し、女優シシリー・タイソンと付き合っていた。ベティは1968年の初めにマイルスとの交際を開始し、同年9月に結婚した。結婚した年のうちに、彼女は彼の音楽に影響を与えることになる時代のファッションとポピュラー音楽の流行を彼に紹介した。マイルスは自伝の中で、ベティがサイケデリック・ロック・ギタリストのジミ・ヘンドリックスとファンクのイノベーターであるスライ・ストーンを自分に紹介することで、音楽への更なる探求の種を蒔いたことを認めた。マイルス・デイヴィスのアルバム『キリマンジャロの娘』のジャケットにはベティが写っており、彼女にちなんで名付けられた曲（「Mademoiselle Mabry」）が収録されている。
マイルズは自伝の中で、ベティは「若すぎてワイルド」だったと述べ、結婚の終焉を早めたジミ・ヘンドリックスとの関係について彼女を非難した。ベティはこの事件を否定し、「彼がそれを書いたとき、私はマイルスにとても腹を立てていた。ジミと私にとって無礼だった。マイルスと私は彼の激しい気性のために別れた」と語った。彼女を姦淫の罪で告発した後、彼は1969年に離婚を申請した。マイルスは『ジェット』誌に、離婚は「気質」の罪で得られたと語った。 「私は結婚するような類の男ではない」と彼は付け加えた。ヘンドリックスとマイルスは、ヘンドリックスが死ぬまで、レコーディングを計画していた。マイルス・デイヴィスへのジミ・ヘンドリックスと特にスライ・ストーンの影響は、フュージョンの時代を先導したアルバム『ビッチェズ・ブリュー』に顕著である。彼はこのアルバム・タイトルを『Witches Brew』としたかったと言われているが、ベティはタイトルを変更するように説得した。
ベティ・デイヴィスはミュージシャンのエリック・クラプトンと軽くデートをしたが、彼女は彼とのコラボレーションを拒否した 。
1975年、恋人であるロバート・パーマーが、ベティのアイランド・レコードとの契約を結ぶのに協力した。その後まもなく、彼女はアルバム『ナスティー・ギャル』をリリースした 。

## その後
2017年に『Betty: They Say I'm Different』というタイトルのドキュメンタリーが製作された。
実写・アニメーションTVシリーズの『Mike Judge Presents: Tales from the Tour Bus』はデイヴィスの物議を醸すキャリアに焦点を当てたエピソードで2018シーズンを終えた。
ベティ・デイヴィスの曲は『オレンジ・イズ・ニュー・ブラック』、『Girlboss ガールボス』、『Mixed-ish』、『ハイ・フィデリティ』などのテレビシリーズでも取り上げられている。

## ディスコグラフィ

### スタジオ・アルバム
| 年     | アルバム                                                      | レーベル                                              | US R&B | オーストラリア | 備考                                                                |
| ------ | ------------------------------------------------------------- | ----------------------------------------------------- | ------ | -------------- | ------------------------------------------------------------------- |
| 1973年 | 『ベティー・デイヴィス』 Betty Davis                          | Just Sunshine Light in the Attic （2007年リイシュー） | -      | -              | プロデュースはグレッグ・エリコ 旧邦題『褐色のファンキー・クィーン』 |
| 1974年 | 『ゼイ・セイ・アイム・ディファレント』 They Say I’m Different | Just Sunshine Light in the Attic （2007年リイシュー） | 46位   | -              | プロデュースはベティ・デイヴィス 旧邦題『ファンキー・ベティ』       |
| 1975年 | 『ナスティー・ギャル』 Nasty Gal                              | Island Light in the Attic (2009年リイシュー)          | 54位   | 96位           | プロデュースはベティ・デイヴィス 旧邦題『悦楽の女王』               |
| 2009年 | 『イズ・イット・ラヴ・オア・デザイア』 Is It Love or Desire?  | Light in the Attic                                    | -      | -              | 1976年に録音                                                        |

### シングル
| 年      | シングル                                                                  | レーベル      | US R&B | 備考                                                 |
| ------- | ------------------------------------------------------------------------- | ------------- | ------ | ---------------------------------------------------- |
| 1963年? | "The Cellar"?                                                             | 不明          |        | プロデュースはルー・コートニー上記通り実在するか不明 |
| 1964年  | "Get Ready for Betty" / "I’m Gonna Get My Baby Back"                      | DCP           |        | プロデュースはドン・コスタ                           |
| 1968年  | "It’s M yLife" / "Live, Love, Learn"                                      | Columbia      |        | プロデュースはジェリー・フラー                       |
| 1973年  | "If I’m in Luck I Might Get Picked Up" / "Steppin in Her I. Miller Shoes" | Just Sunshine | 66位   | プロデュースはグレッグ・エリコ                       |
| 1973年  | "Ooh Yea" / "In the Meantime"                                             | Just Sunshine |        |                                                      |
| 1974年  | "Shoo-B-Doop and Cop Him" / "He was a Big Freak"                          | Just Sunshine |        |                                                      |
| 1974年  | "Git in There" / "They Say I’m Different"                                 | Just Sunshine |        |                                                      |
| 1975年  | "Shut Off the Lights" / "He Was a Big Freak"                              | Island        | 97位   |                                                      |

### コンピレーション・アルバム
| 2016年 | 『コロンビア・イヤーズ 1968-1969』 The Columbia Years 1968-69 | Light in the Attic | 1968年から1969年に録音され、2016年にリリースされたトラック。プロデュースはマイルス・デイヴィス&テオ・マセロ |

### 非公式
- 『クラッシン・フロム・パッション』 - Crashin’ from Passion (1995年、Razor & Tie) [46] / Hangin’ Out in Hollywood (1995年、Charly Records)[47] – 1979年録音のコンピレーション[25]
- Anti Love：The Best of Betty Davis (2001年、MPC Limited) – コンピレーション[48]
- 『ディス・イズ・イット!』 - This is it! Anthology (2005年、Vampisoul) - コンピレーション[49]